# Église San Pietro (Grosseto)
L'église San Pietro (chiesa di San Pietro) est une église de Grosseto, en Italie. Elle est située sur le Corso Carducci et est la plus ancienne église de la ville.

## Histoire
L'église est mentionnée dans la bulle du pape Clément III de 1188, mais remonte à l'origine au VIIIe siècle, avec des agrandissements substantiels entre le IXe siècle et le XIIe siècle. Le clocher a été érigé en 1625. La façade a été restaurée en 1911 par Lorenzo Porciatti.